# Bittium lozoueti
Bittium lozoueti is een uitgestorven slakkensoort uit de familie van de Cerithiidae. De wetenschappelijke naam van de soort is voor het eerst geldig gepubliceerd in 2016 door Van Dingenen, Ceulemans & Landau.